# Aeronautical Information Circulars
Une Aeronautical Information Circulars (AIC) est émise chaque fois qu'il est nécessaire de diffuser des informations aéronautiques qui ne remplissent ni les conditions requises pour une insertion dans l'AIP, ni les conditions requises pour la publication d'un NOTAM ou d'un SUP AIP.

## Usage
Une AIC est donc émise chaque fois qu'il est nécessaire de diffuser :
- Une prévision à longue échéance relative à des changements importants dans la législation, un règlement, des procédures, des installations et des services.
- Des informations d'un caractère purement explicatif ou consultatif de nature à influer sur la sécurité aérienne.
- Des procédures à caractère expérimental.
- Des informations d'un caractère purement explicatif ou consultatif concernant des questions techniques, législatives, réglementaires ou purement administratives[1].